# Golan (città)
Golan o Gaulanitis (in ebraico גּולן, gōlān, in arabo الجولان‎?, in greco Γαυλανῖτις, Gaulanítis) è un'antica città della Terra di Israele, citata nell'Antico Testamento. Si trova sulle alture omonime contese tra Israele e Siria ed il suo territorio è lambito dal lago di Tiberiade.

## Golan nella Bibbia
Si trovava nel territorio della tribù di Manasse, nella regione di Bashan, ed era la seconda più settentrionale delle sei città del rifugio ad est del fiume Giordano. Manasse concesse la città ai Leviti Ghersoniti. Stando alla Bibbia era una città grande e importante.